# Повойничковые
Пово́йничковые (лат. Elatinaceae) — семейство цветковых растений порядка Мальпигиецветные. 

## Распространение
Повойнички распространены по всему миру, от тропических до умеренных широт, но наибольшего разнообразия достигают именно в умеренной зоне. Бергия произрастает в умеренной зоне и тропиках Евразии и Африки, один или два вида[сколько?] обнаружены в Америке. Центром биологического разнообразия бергии являются тропики Старого Света, здесь же наибольшего разнообразия достигает все семейство. Ни один род не обнаружен в арктических экосистемах.

## Ботаническое описание
Представители первого рода (повойничек) главным образом являются водными травами, а второго — полукустарниками и кустарниками.
Представители семейства имеют небольшие двуполые цветки с 2—5 лепестками, одиночные или собранные в соцветия-завитки. Листья в мутовках или очередные, с железками по краям и прилистниками. Некоторые водные повойнички имеют редуцированное строение, что является адаптацией к водной среде обитания.

## Хозяйственное значение и применение
Повойничек шеститычинковый (Elatine hexandra), повойничек перечный (Elatine hydropiper) и Elatine macropoda часто выращивают в аквариумах.

## Классификация

### Таксономия
Elatinaceae Dumort., 1829, Anal. Fam. Pl. 44, 49
Cемейство Повойничковые относится к порядку Мальпигиецветные (Malpighiales). Таксономическая схема в соответствии с Системой APG IV по состоянию на декабрь 2023 года:
|  |                                      |  |                                   |                          |                         |  | ещё 35 семейств |        |  |                      |
|  |                                      |  |                                   |                          |                         |  |                 |        |  |                      |
|  |                                      |  |                                   | порядок Мальпигиецветные |                         |  |                 |        |  |                      |
|  |                                      |  |                                   |                          |                         |  |                 |        |  | 62 ботанических вида |
|  | отдел Цветковые, или Покрытосеменные |  |                                   |                          | семейство Повойничковые |  |                 | 2 рода |  |                      |
|  | отдел Цветковые, или Покрытосеменные |  |                                   |                          |                         |  |                 | 2 рода |  |                      |
|  |                                      |  | ещё 63 порядка цветковых растений |                          |                         |  |                 |        |  |                      |
|  |                                      |  |                                   |                          |                         |  |                 |        |  |                      |

### Роды
- Bergia — Бергия, включает 31 подтвержденный вид
- Elatine — Повойничек, также включает 31 подтвержденный вид